# Hidrogenfosfat d'amoni
L'hidrogenfosfat d'amoni (altrament dit fosfat diamònic) és una sal de l'àcid fosfòric i amoni, la fórmula química del qual és {\displaystyle {\ce {(NH4)2HPO4}}}.

## Propietats
És una pols blanca de densitat 1,619 g/cm³ que a 155 °C es descompon. La seva solubilitat és de 57,5 g/100 mL (10 °C) i 106,7 g/100 mL (100 °C). És insoluble en alcohol, acetona i amoníac líquid.

## Obtenció
Es produeix quan l'amoníac reacciona amb l'àcid fosfòric segons la reacció: 
{\displaystyle {\ce {H3PO4 + 2NH3 -> (NH4)2HPO4}}}

## Usos
Es fa servir com fertilitzant com adob fosfatat). Actualment a nivell mundial, és l'adob fosfatat que es fa servir més. En condicions del sòl alcalines (com són les dominants als Països Catalans), un dels cations amoni {\displaystyle {\ce {NH4+}}} de l'hidrogenfosfat d'amoni reverteix a amoníac {\displaystyle {\ce {NH3}}}, fent abaixar el pH en un sòl alcalí. Quan s'aplica com adob a les plantes temporalment n'incrementa el pH del sòl, però a més llarg termini es torna més àcid. És incompatible amb productes químics alcalins ja que l'ió amoni és més probable que es converteixi en amoníac en un ambient d'alt pH. La seva formulació com adob (NPK) típica és 18-46-0 (18% N, 46% P₂O₅, 0% K₂O).
Com atraient de plagues d'insectes només s'utilitza ubicat en trampes. Per exemple, es fa servir en el control de la mosca de l'olivera, i és acceptat en agricultura ecològica.
El hidrogenfosfat d'amoni es pot usar com retardant del foc. Es fa servir en la lluita contra incendis forestals i per abaixar la temperatura de la piròlisi. És un component d'alguns focs artificials.
L'hidrogenfosfat d'amoni també es fa servir per alimentar els llevats durant els procés de la fermentació alcohòlica en els vins i en la fabricació de cigarretes, purificació del sucre en la metal·lúrgia de coure i zinc i també per controlar la precipitació química d'alguns tints de la llana.